# Mack R series

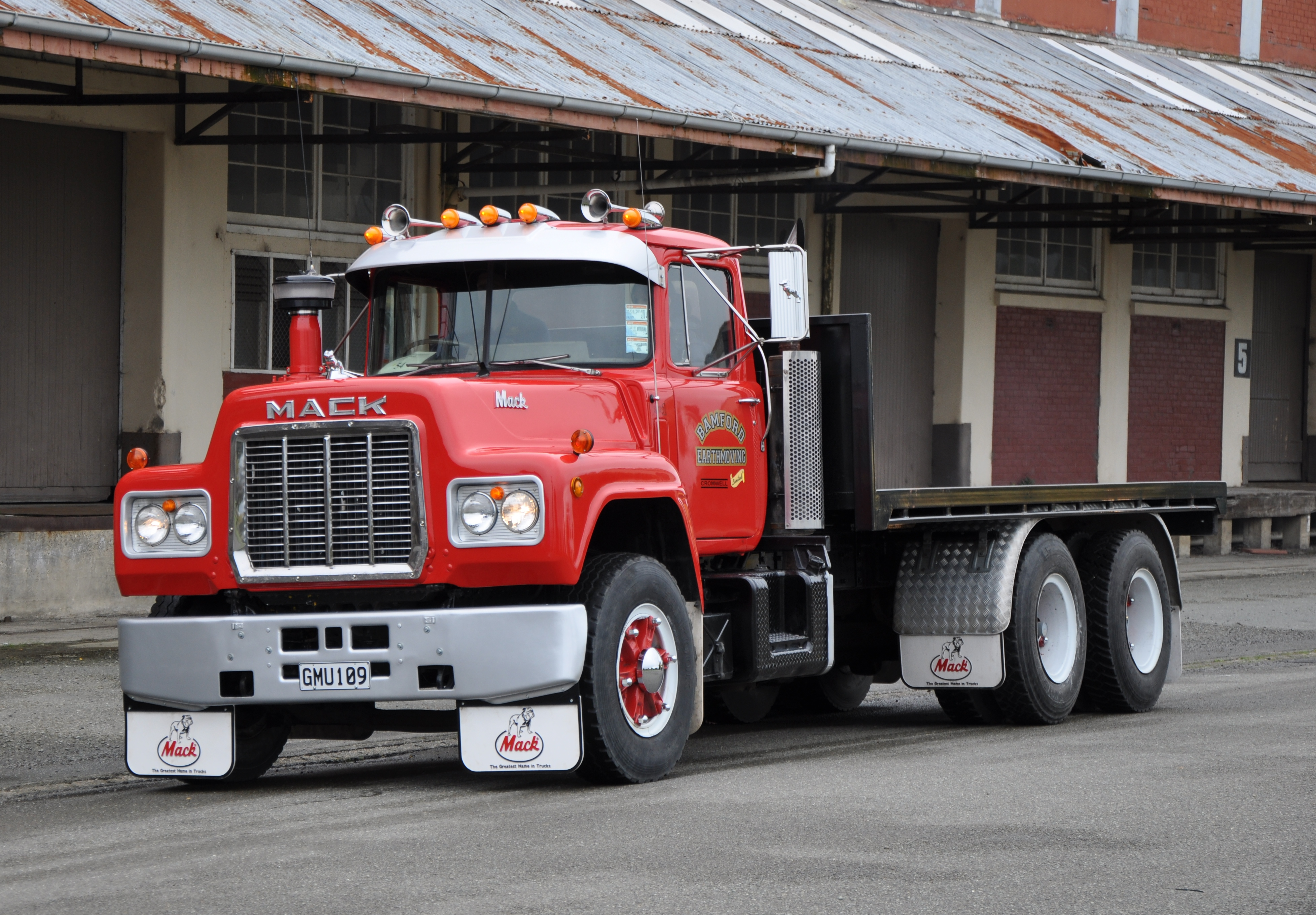

Mack серії R — лінійка важких вантажівок класу 8, представлена на початку 1960-х років компанією Mack Trucks. Замінила дуже успішні моделі Mack B series. Виробництво моделі R тривало 40 років, поки модель RD не була припинена в 2004 році, а моделі RB і Mack D серії DM були припинені в 2005 році. Перші представлені моделі R оснащувалися дизельними та бензиновими двигунами Mack Thermodyne. У 1973 році кабіну R було модернізовано, включивши глибшу задню стінку для збільшення простору та новий дизайн панелі приладів.

## Позначення моделей
- R – Стандартна модель
- RB – Задня передня вісь (крім Нової Зеландії – див. NZ Mack RB)
- RD – Heavy Duty R
- RM – 4x4 Муніципальне/технічне шасі
- RMM – 6x6 Муніципальне/технічне шасі
- RS – серія Western R, S (сталева рама)
- RL – серія Western R, L (алюмінієва рама)
- RW – серія Western, замінена на Mack Super-Liner
- U – Коротка кабіна зі зміщенням капота
- DM – важкий U
- DMM – повний привід DM

- Букви суфікса:
  - Т – Трактор
  - S – Шестиколісне шасі
  - L – Легкі компоненти
  - X – Екстремальний